# NGC 2822
NGC 2822 je galaksija u zviježđu Kobilici.

## Vanjske poveznice
- SEDS: NGC 2822